# 庫尼亞納
庫尼亞納（法語：Kouniana），是馬里的城鎮，位於該國南部，由錫卡索區的庫蒂亞拉省負責管轄，面積79平方公里，海拔高度302米，2009年人口3,294，人口密度每平方公里42人。